# 瑜伽磚

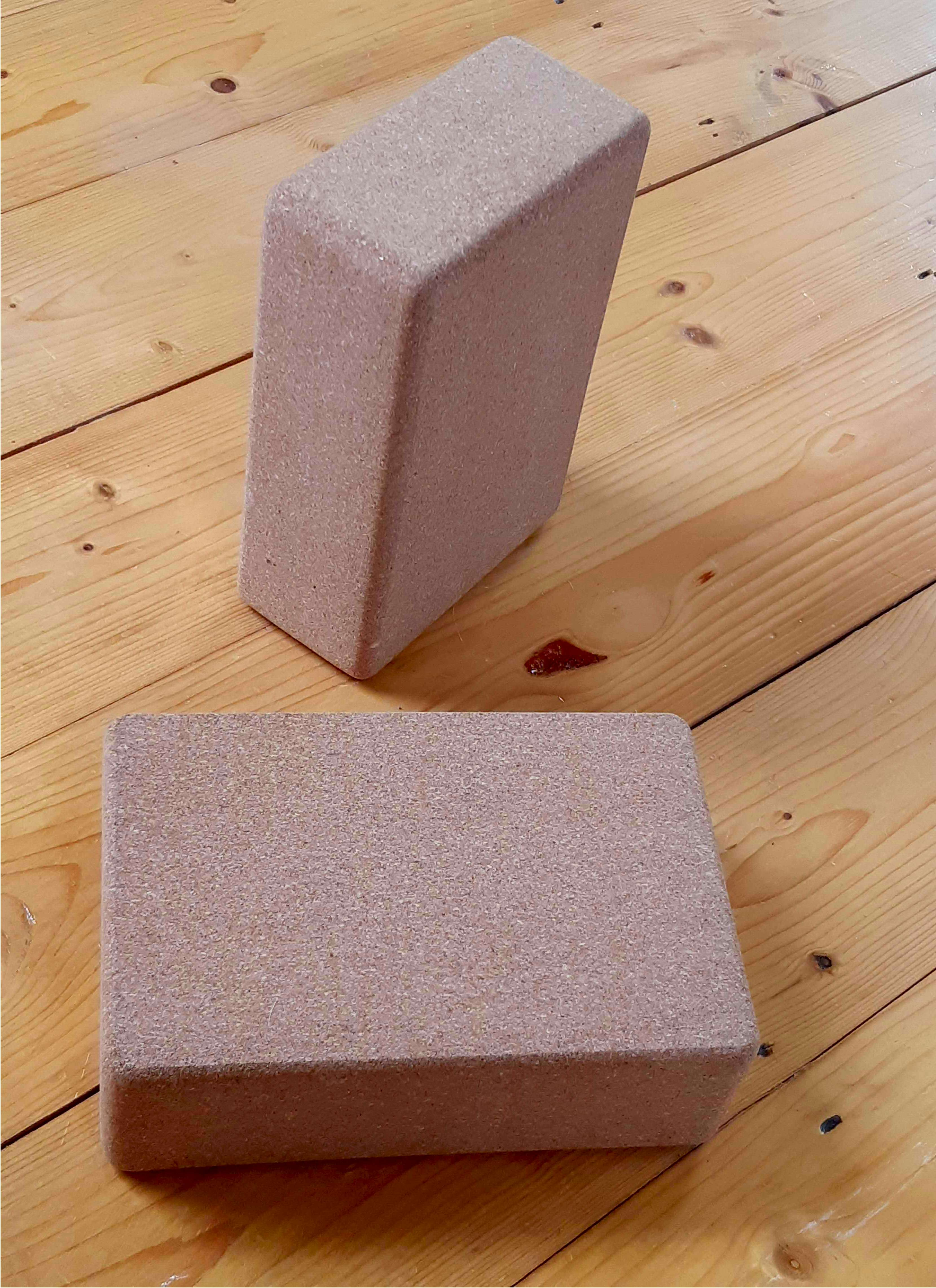
軟木瑜伽磚

瑜伽磚（英語：Yoga bricks), 是一種練習瑜伽是常用的輔助道具。一般上瑜伽的材質多為橡膠或軟木。據說早期对于瑜伽磚的使用源於B·K·S·艾揚格。他將木製的瑜伽磚用以幫助學生完成不同的瑜伽動作。

## 歷史
瑜伽磚最早出現在1970年代。現今人們普遍地認為瑜伽磚由瑜伽大師B·K·S·艾揚格所發明。B·K·S·艾揚格認為瑜伽磚合適的大小為9×4.5×3英吋。瑜伽磚由發明到現在，無論是材質或大小均出現了不小的變化。早期的瑜伽磚多為木頭所製成，到後來逐漸多樣化。不同的品牌隨著設計不同，大部分的瑜伽磚長度約為 15 cm，寬邊介於 7-9 cm，高度則從 20 至 25 cm 都有。

## 常見材質
今天的瑜伽磚材質越來越多元。以下為幾種常見的材質:

### EVA 發泡塑膠/樹脂
EVA 是一種化學合成的發泡塑膠，為市面上比較常見的物料，體積輕巧、方便攜帶，顏色多樣。不過主要缺點是耐用性略為不足，遇到汗水可能會容易變滑，不適合熱瑜伽或是易流手汗的瑜伽練習者。

### 軟木/松木
軟木/松木瑜伽磚質地通常比 EVA 來得堅硬穩固，能夠使用的年限也更長、更環保，比較符合現代人的生活價值觀訴求與瑜伽精神。軟木/松木瑜伽磚較不容易因為流汗而導致手滑、影響使用時的穩定性。

### 實木/竹木
木製的瑜珈磚是三種材質中相對耐用的。與軟木材質不同，木製瑜珈磚是紮實的木頭材質，具有一定的重量而可以有效支撐身體。木製瑜珈磚有吸汗及清潔的問題，而且重量較重，不容易攜帶。